# دردار متأخر
دردار متأخر (الاسم العلمي:Ulmus serotina) هو نوع نباتي يتبع جنس الدردار من فصيلة الدردارية.